# Como un avión estrellado
Como un avión estrellado es una película argentina de 2005. Dirigida por Ezequiel Acuña, protagonizada por Ignacio Rogers y Manuela Martelli.

## Sinopsis
El avión estrellado que mató a los padres de Nico (Ignacio Rogers) fue el inicio de la cuesta abajo. Con dieciocho años quedó bajo la tutela de su hermano mayor, al que ayuda en una clínica veterinaria y con el que no se entiende. La comunión está en otra parte, la pone Santi (Santiago Pedrero), su amigo del alma, su opuesto: arriesgado, nada ingenuo, autome-dicándose, fantaseando con posibles delitos. La oscuridad y el caos de Santi lo compensa la luz, la bondad y la inocencia de Luchi (Manuela Martelli), la chica de la que Nico se ha enamorado, pero que tiene que tomar un avión hacia Europa. Y si ella se va, sólo quedan Santi y el plan que está forjando para robar un banco.

## Elenco
- Ignacio Rogers - Nico
- Manuela Martelli - Luchi
- Carlos Echevarría - Fran
- Santiago Pedrero - Santi
- Macarena Teke - Empleada de drugstore
- Guillermo Pfening - Empleado de farmacia
- Antonella Costa - Chica de farmacia
- Blanca Lewin - Guardacosta